# Forward Poetry Prize
Il Forward Poetry Prize è un premio letterario del Regno Unito, istituito nel 1991. Lo scopo del premio è  finanziare gli scrittori inglesi che si impegnano nel campo della poesia contemporanea ed è assegnato, di volta in volta, a turno,  ai poeti emergenti o affermati, la cui opera dimostra successo di pubblico.
Il premio contempla le seguenti categorie:
- migliore raccolta (£ 10.000)
- migliore raccolta di debutto (£ 5.000)
- miglior componimento singolo (£ 1.000)
- miglior interpretazione di componimento singolo (£ 1.000, dal 2023[1])

Gli autori vincenti vengono pubblicati in un'antologia annuale dal titolo The Forward Book of Poetry.

## Vincitori

### Miglior raccolta
- 2024: Victoria Chang, With My Back to the World (Farrar, Straus and Giroux)[2]
- 2023: Jason Allen-Paisant, Self-Portrait as Othello (Carcanet Press)[3]
- 2022: Kim Moore, All the Men I Never Married (Seren)[4]
- 2021: Luke Kennard, Notes on the Sonnets (Penned in the Margins)[5]
- 2020: Caroline Bird, The Air Year (Carcanet Press)
- 2019: Fiona Benson, Vertigo and Ghost (Cape Poetry)
- 2018: Danez Smith, Don't Call Us Dead (Chatto & Windus)[6]
- 2017: Sinéad Morrissey, On Balance (Carcanet Press)[7]
- 2016: Vahni Capildeo, Measures of Expatriation (Carcanet Press)[8]
- 2015: Claudia Rankine, Citizen: An American Lyric (Penguin Books)[9]
- 2014: Kei Miller, The Cartographer Tries to Map a Way to Zion (Carcanet)[10]
- 2013: Michael Symmons Roberts, Drysalter  (Cape Poetry)
- 2012: Jorie Graham, Place[11]
- 2011: John Burnside, Black Cat Bone (Jonathan Cape)
- 2010: Seamus Heaney, Human Chain (Faber)
- 2009: Don Paterson, Rain
- 2008: Mick Imlah, The Lost Leader (Faber)
- 2007: Seán O'Brien, The Drowned Book (Picador)
- 2006: Robin Robertson, Swithering (Picador)
- 2005: David Harsent, Legion (Faber & Faber)
- 2004: Kathleen Jamie, The Tree House (Picador)
- 2003: Ciaran Carson, Breaking News (The Gallery Press)
- 2002: Peter Porter, Max is Missing (Picador)
- 2001: Seán O'Brien, Downriver (Picador)
- 2000: Michael Donaghy, Conjure (Picador)
- 1999: Jo Shapcott, My Life Asleep (Oxford University Press)
- 1998: Ted Hughes, Birthday Letters (Faber and Faber)
- 1997: Jamie McKendrick, The Marble Fly (Oxford University Press)
- 1996: John Fuller, Stones and Fires (Chatto & Windus)
- 1995: Seán O'Brien, Ghost Train (Oxford University Press)
- 1994: Alan Jenkins, Harm (Chatto & Windus)
- 1993: Carol Ann Duffy, Mean Time (Anvil Press)
- 1992: Thom Gunn, The Man with Night Sweats (Faber and Faber)

### Miglior raccolta di debutto
- 2024: Marjorie Lotfi, The Wrong Person to Ask (Bloodaxe Books)[12]
- 2023: Momtaza Mehri, Bad Diaspora Poems (Jonathan Cape)[13]
- 2022: Stephanie Sy-Quia, Amnion (Granta Poetry)[14]
- 2021: Caleb Femi, Poor (Penguin Books)
- 2020: Will Harris, RENDANG (Granta Books)
- 2019: Stephen Sexton, If All the World and Love Were Young (Penguin Books)
- 2018: Phoebe Power, Shrines of Upper Austria (Carcanet Press)
- 2017: Ocean Vuong, Night Sky with Exit Wounds (Jonathan Cape)
- 2016: Tiphanie Yanique, Wife (Peepal Tree Press)
- 2015: Mona Arshi, Small Hands (Liverpool University Press)
- 2014: Liz Berry, Black Country (Chatto & Windus)
- 2013: Emily Berry, Dear Boy (Faber and Faber)
- 2012: Sam Riviere, 81 Austerities
- 2011: Rachael Boast, Sidereal (Picador Poetry)
- 2010: Hilary Menos, Berg (Seren)
- 2009: Emma Jones, The Striped World
- 2008: Kathryn Simmonds, Sunday at the Skin Launderette
- 2007: Daljit Nagra, Look We Have Coming to Dover! (Faber and Faber)
- 2006: Tishani Doshi, Countries of the Body (Aark Arts)
- 2005: Helen Farish, Intimates (Jonathan Cape)
- 2004: Leontia Flynn, These Days (Jonathan Cape)
- 2003: A. B. Jackson, Fire Stations (Anvil Press)
- 2002: Tom French, Touching the Bones (The Gallery Press)
- 2001: John Stammers, The Panoramic Lounge Bar (Picador)
- 2000: Andrew Waterhouse, In (The Rialto)
- 1999: Nick Drake, The Man in the White Suit (Bloodaxe)
- 1998: Paul Farley, The Boy from the Chemist is Here to See You (Picador)
- 1997: Robin Robertson, A Painted Field (Picador)
- 1996: Kate Clanchy, Slattern (Chatto & Windus)
- 1995: Jane Duran, Breathe Now, Breathe (Enitharmon Press)
- 1994: Kwame Dawes, Progeny of Air (Peepal Tree)
- 1993: Don Paterson, Nil Nil (Faber and Faber)
- 1992: Simon Armitage, Kid (Faber and Faber)

### Miglior componimento singolo
- 2024: Cindy Juyoung Ok, Ward of One (Poetry London)
- 2023: Malika Booker, Libation (Poetry Review)
- 2022: Nick Laird, Up Late (Granta)
- 2021: Nicole Sealey, Pages 22-29, An excerpt from The Ferguson Report: An Erasure (Poetry London)
- 2020: Malika Booker, The Little Miracles (Magma)
- 2019: Parwana Fayyaz, Forty Names (PN Review)
- 2018: Liz Berry, The Republic of Motherhood (Granta)
- 2017: Ian Patterson, "The Plenty of Nothing" (PN Review)
- 2016: Sasha Dugdale, "Joy" (PN Review)
- 2015: Claire Harman, "The Mighty Hudson" (TLS)
- 2014: Stephen Santus, "In a Restaurant" (The Bridport Prize)
- 2013: Nick MacKinnon, "The Metric System" (The Warwick Review)
- 2012: Denise Riley, A Part Song
- 2011: R. F. Langley, To a Nightingale (London Review of Books)
- 2010: Julia Copus, An Easy Passage
- 2009: Robin Robertson, At Roane Head
- 2008: Don Paterson, Love Poem For Natalie 'Tusja' Beridze
- 2007: Alice Oswald, Dunt
- 2006: Seán O'Brien, Fantasia on a Theme of James Wright (Poetry Review)
- 2005: Paul Farley, Liverpool Disappears for a Billionth of a Second (The North)
- 2004: Daljit Nagra, Look We Have Coming to Dover!
- 2003: Robert Minhinnick, The Fox in the National Museum of Wales (Poetry London)
- 2002: Medbh McGuckian, She is in the Past, She has this Grace (The Shop)
- 2001: Ian Duhig, The Lammas Hireling
- 2000: Tessa Biddington, The Death of Descartes
- 1999: Robert Minhinnick, Twenty-five Laments for Iraq
- 1998: Sheenagh Pugh, Envying Owen Beattie
- 1997: Lavinia Greenlaw, A World Where News Travelled Slowly
- 1996: Kathleen Jamie, The Graduates
- 1995: Jenny Joseph, In Honour of Love
- 1994: Iain Crichton Smith,Autumn
- 1993: Vicki Feaver, Judith
- 1992: Jackie Kay, Black Bottom

### Miglior interpretazione di componimento singolo
- 2024: Leyla Josephine, Dear John Berger
- 2023: Bohdan Piasecki, Almost Certainly